# Pontisch-Kaspische Steppe
De Pontisch-Kaspische Steppe of Pontische Steppe is een steppegebied in het zuiden van Oost-Europa. Het strekt zich uit van de noordelijke oever van de Zwarte Zee tot de regio ten oosten van de Kaspische Zee en loopt van Oost-Roemenië en Moldavië via Oekraïne en de Russische federale districten Zuid en Wolga tot het westen van Kazachstan. Het WWF definieert het als ecoregio Pontische steppe (PA0814). De ecoregio is onderdeel van de WNF-bioom gematigd grasland, savanne of struweel. Het steppegebied heeft een oppervlakte van 994.000 km² en vormt onderdeel van de veel grotere Euraziatische Steppe. 
In de biogeografie wordt de aanduiding 'Pontisch-Kaspisch' ook gebruikt voor plant- en diersoorten uit deze steppegebieden, alsook voor dieren uit de regio's rond de Zwarte, Kaspische en Azovzeeën.

## Geografie en ecologie
De Pontisch-Kaspische Steppe grenst in het noorden aan de Oost-Europese Bossteppe; een overgangszone van grasland afgewisseld met loofbos en gemengd bos. In het zuiden strekt de Pontisch-Kaspische Steppe zich uit tot aan de Zwarte Zee, waarbij ze de grens van de Krim en de Westelijke Kaukasus met de zee omzeilt, waar het gematigd bos van de Krim en de Russische kust van de Zwarte Zee de zuidelijke grens vormt van de steppes. De steppe strekt zich uit tot de westelijke oever van de Kaspische Zee in de Russische autonome republiek Dagestan, maar de drogere woestijn van de Kaspische laagvlakte ligt tussen de Pontisch-Kaspische Steppe en de noordwestelijke en noordelijke oevers van de Kaspische Zee. De Kazachse steppe grenst in het zuidoosten aan de Pontisch-Kaspische Steppe.
De Pontisch-Kaspische zeeën vormen de overblijfselen van de Toergajstraat; een verlenging van de Paratethyszee die zich uitspreidde tot het zuiden en oosten van de Oeral en een groot deel van het huidige West-Siberisch Laagland omvatte in het Mesozoïcum en Cenozoïcum.

## Prehistorische culturen
- Sredny Stogcultuur (4500-3500 v.Chr.)
- Jamnacultuur/Koergancultuur (3500-2300 v.Chr.)
- Catacombencultuur (3000-2200 v.Chr.)
- Sroebnacultuur (1600-1200 v.Chr.)
- Novotsjerkasskcultuur (900-650 v.Chr.)

## Historische volken en landen
- Ariërs (20e-15e eeuw v.Chr.)
- Cimmeriërs (8e-7e eeuw v.Chr.)
- Scythen (8e-4e eeuw v.Chr.)
- Sarmaten (5e eeuw v.Chr.-5e eeuw na Chr.)
- Goten (3e-6e eeuw)
- Bulgaren (3e-6e eeuw)
- Hunnen (4e-8e eeuw)
- Alanen (5e-11e eeuw)
- Avaren (6e-8e eeuw)
- Göktürken (6e-8e eeuw)
- Onogoeren (8e eeuw)
- Sabiren (6e-8e eeuw)
- Chazaren (6e-11e eeuw)
- Petsjenegen (8e-11e eeuw)
- Kiptsjaken en Koemanen (11e-13e eeuw)
- Gouden Horde (13e-15e eeuw)
- Kozakken (14e-18e eeuw)
- Kanaat van de Krim, Wolga-Tataren, Nogai en andere Turkse staten en stammen (15e-18e eeuw)
- Russische Rijk (18e-20e eeuw)
- Sovjet-Unie (20e eeuw)
- Moldavië, Kazachstan, Rusland, Oekraïne (20e eeuw-heden)